# Repubblica Centrafricana ai Giochi della XXXI Olimpiade
La Repubblica Centrafricana ha partecipato ai Giochi della XXXI Olimpiade, che si sono svolti a Rio de Janeiro, Brasile, dal 5 al 21 agosto 2016, con una delegazione di sei atleti impegnati in quattro discipline. Portabandiera alla cerimonia di apertura è stata la nuotatrice Chloé Savourel.
Si è trattato della decima partecipazione di questo paese ai Giochi. Così come nelle precedenti edizioni, non sono state conquistate medaglie.

## Atletica leggera
- 800 m maschili - 1 atleta (Francky-Edgard Mbotto)
- 800 m femminili - 1 atleta (Elisabeth Mandaba)

## Nuoto
- 50 m stile libero maschili - 1 atleta (Christian Nassif)
- 50 m stile libero femminili - 1 atleta (Chloé Sauvourel)

## Pugilato
- Pesi mosca femminili - 1 atleta (Judith Mbougnade)

## Taekwondo
- 68 kg maschili - 1 atleta (David Boui)